# أندي ماكاتير
أندي ماكاتير (بالإنجليزية: Andy McAteer)‏ هو لاعب كرة قدم بريطاني في مركز ظهير ‏، ولد في 24 أبريل 1961 في برستون في المملكة المتحدة. لعب مع بريستون نورث إيند ونادي بلاكبول.